# Seuthopolis

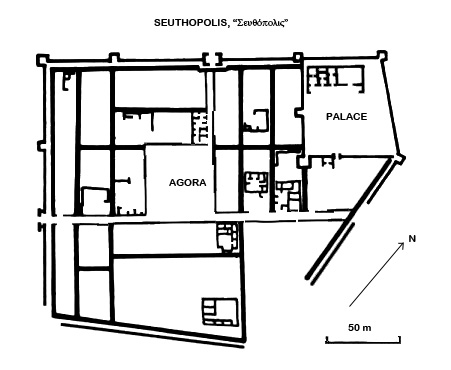
Seutopolis; w prawym górnym rogu warownia z pałacem Seutesa III.

Seuthopolis (Seutopolis) – starożytne miasto trackie, którego ruiny znajdują się koło miasta Kazanłyk we współczesnej Bułgarii. Stanowiło warowną siedzibę władcy, było ośrodkiem handlowo-rzemieślniczym i ogniskiem kultu religijnego. Seuthopolis zostało wybudowane w krótkim czasie i z rozmachem, z przeznaczeniem dla ścisłego kręgu władzy. Zajmowało powierzchnię 5 ha. 

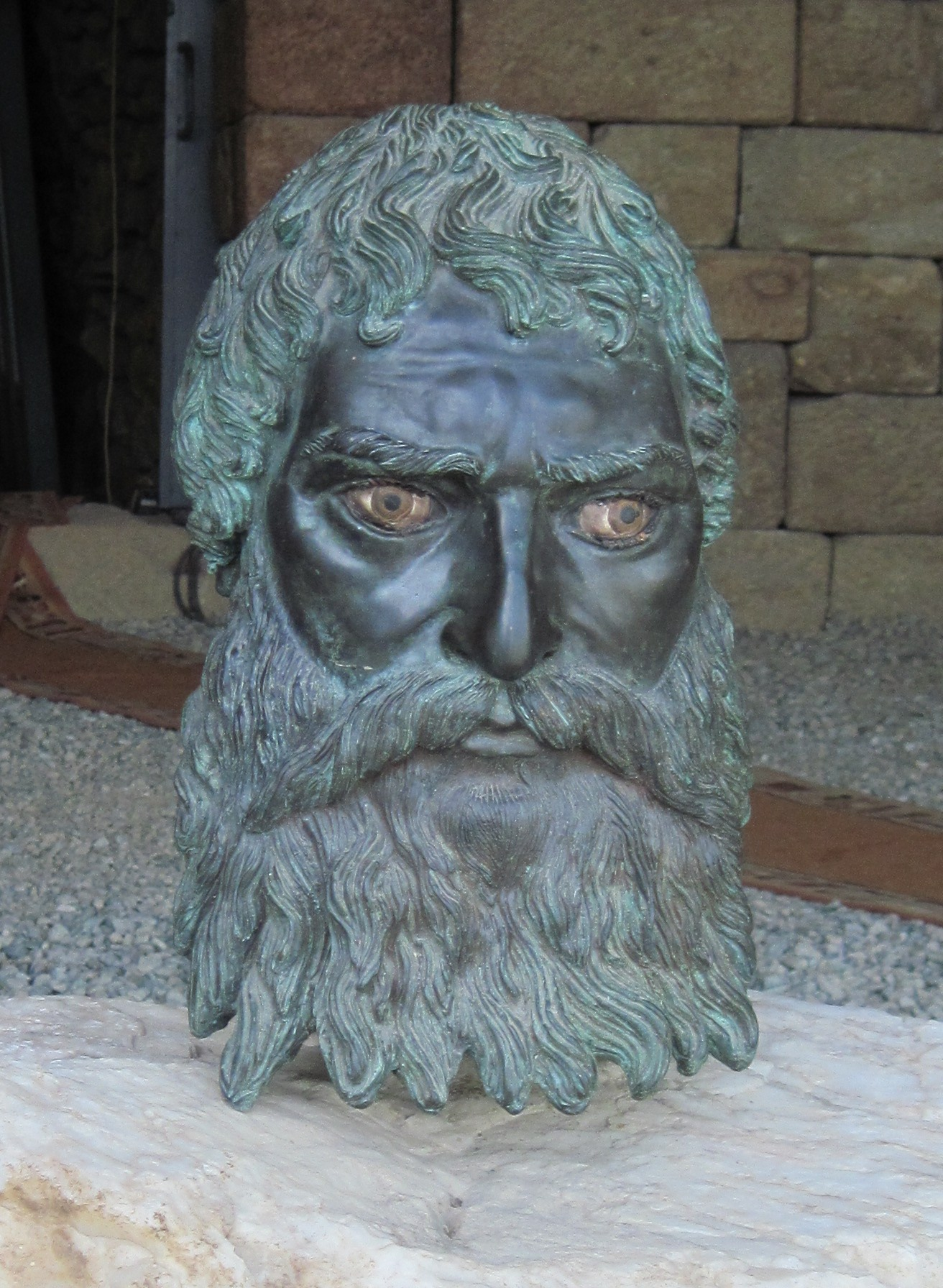
Wykonana z brązu głowa Seutesa III

Nazwa miasta pochodzi od imienia jego założyciela. Założone zostało bowiem przez trackiego króla Seutesa III pod koniec IV wieku p.n.e., prawdopodobnie po zawarciu pokoju przez diadochów w 311 roku p.n.e.

## Odkrycie
Ruiny miasta odkryte zostały podczas budowy zapory wodnej w 1948 i były badane do 1954. W tym okresie zbadano ruiny starożytnego miasta oraz trzy duże kurhany z jego nekropoli. Obecnie ruiny przykryte są wodami zbiornika wodnego Koprinka.

## Opis miasta

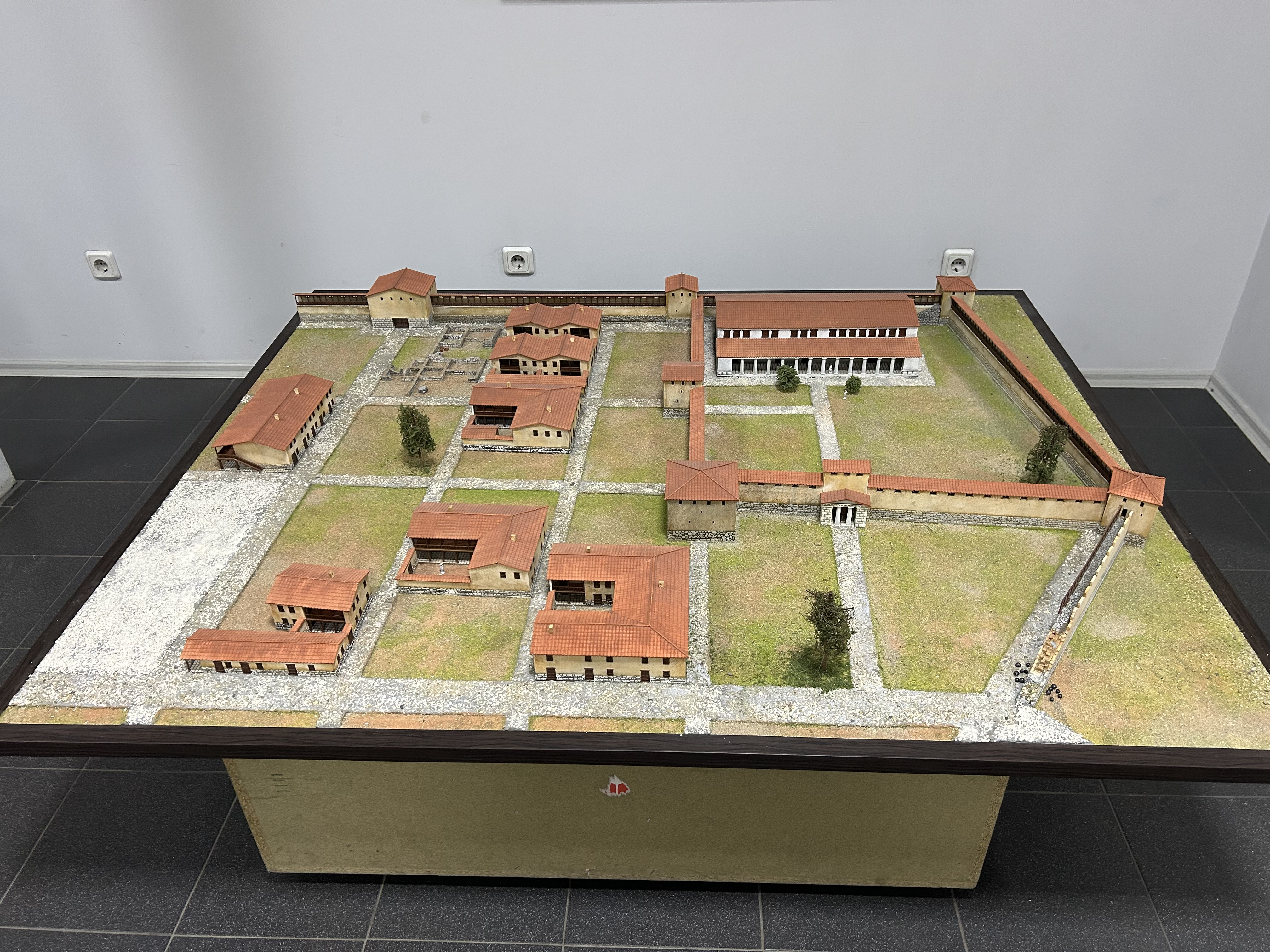
Model fragmentu miasta; część wystawy w muzeum historycznym w Kazanłyku

Pałac królewski, o wymiarach 40 x 17 m, stanowił oddzielny zespół, zdobiony kolumnadą. Większą część całej budowli zajmowała sala audiencjonalna, a obok niej znajdowały się wnętrza mieszkalne.  Ściany pomieszczeń były bogato zdobione freskami. Pałac był otoczony dodatkowymi murami.
Wokół pałacu zbudowane zostało miasto według zasad greckiej urbanistyki, na podobieństwo greckich polis – miało kształt pięcioboczny, dzieliło się na kwartały z zabudową mieszkalną, które rozdzielone były przez ulice o szerokości 3-4 metrów. Miało agorę (50 x 50 m), studnię, system kanalizacyjny oraz świątynie poświęcone Dionizosowi i bogom trackim. Ścieki były odprowadzane bezpośrednio do rzeki przez otwory odpływowe w murach obronnych. Ulice były brukowane. 
Domy postawione były na kamiennych fundamentach, a ściany wykonane były z cegły suszonej na słońcu. Liczba domów była niewielka – dominowały rezydencje możnych Traków, którzy zamieszkiwali wewnątrz murów obronnych, podczas gdy ludność pracująca w rolnictwie mieszkała poza murami.
Całość otaczał mur kamienny o około 2-metrowej grubości z wieżami; do miasta prowadziły trzy bramy. Za murem leżało rozległe podgrodzie oraz cmentarz, na którym odkryto 7 ceglanych grobowców. 
Solidna tracka forteca została zburzona w III wieku p.n.e. przy użyciu machin oblężniczych, których kamienne pociski znaleziono rozrzucone w pobliżu murów obronnych. Miasto zostało zdobyte, spalone i splądrowane. Pod koniec III wieku p.n.e. mocny wylew rzeki Tundży zasypał miasto piaskiem i żwirem, co doprowadziło do ostatecznego opuszczenia Seuthopolis. Miasto funkcjonowało przez około 100 lat.

## Kontekst historyczny
Mimo starań lokalnych władców w IV wieku p.n.e., Tracja pozostawała pod silnym wpływem Macedonii, zwłaszcza po śmierci Aleksandra Wielkiego w 323 roku p.n.e., kiedy to jego generałowie, znani jako diadochowie, rywalizowali o kontrolę nad regionem. Seutes III, choć początkowo sprzeciwiał się siłą macedońskiej dominacji (323 p.n.e., 314 p.n.e.), ostatecznie w 306 p.n.e. uznał zwierzchnictwo Lizymacha, jednego z diadochów, co pozwoliło mu zachować pewną autonomię w ramach szerszego kontekstu politycznego. 
Nie jest znana ani dokładna data śmierci Seutesa III, ani dokładna data rozpadu jego wątłego królestwa. W 279 p.n.e. ziemie trackie najeżdża grupa 20 000 Celtów, która w początkowej fazie najazdu stosuje taktykę gwałtownych i niespodziewanych napadów.